# Ternivka, Bereznehuvate
Ternivka (în ucraineană Тернівка) este un sat în comuna Murahivka din raionul Bereznehuvate, regiunea Mîkolaiiv, Ucraina.

## Demografie
Componența lingvistică a localității Ternivka
     Ucraineană (93,46%)
     Rusă (6,54%)
Conform recensământului din 2001, majoritatea populației localității Ternivka era vorbitoare de ucraineană (93,46%), existând în minoritate și vorbitori de rusă (6,54%).